# Aeroporto di Aldan
L'aeroporto di Aldan (Аэропорт Алдан) è un aeroporto situato a 1 km a est di Aldan, nella Sacha-Jakuzia, Russia.

## Posizione geografica
L'aeroporto si trova a circa 450 km a sud-ovest dalla città di Jakutsk.

## Dati tecnici
L'aeroporto di Aldan dispone di una pista attiva asfaltata di classe D lunga 1376 m x 35 m.
L'aeroporto è attrezzato per l'atterraggio/decollo degli aerei Antonov An-2, Antonov An-3, Antonov An-24, Antonov An-26, Let L-410, Yakovlev Yak-40 e degli elicotteri Mil Mi-8.
L'aeroporto di Aldan è aperto dalle ore 23:00 fino alle ore 11:00 (ora UTC).